# 1963년 시리아 쿠데타
1963년 시리아 쿠데타 또는 시리아 정부에서 3월 8일 혁명(아랍어: ثورة الثامن من آذار)이라 부르는 사건은 바트당 시리아 지부 군사위원회가 시리아에서 쿠데타를 일으켜 정권을 장악한 사건이다. 이 쿠데타는 옆나라 이라크의 바트당 이라크 지부가 일으킨 1958년 쿠데타를 본따 시행되었다.
이 쿠데타는 바트당의 관료조직이 아닌 군사위원회, 군사조직에서 계획했으나 당시 당수였던 미셀 아프라크는 쿠데타 시행에 찬성했다. 군사위원회의 주요 인사였던 무함마드 움란, 살라 자디드, 하페즈 알아사드가 쿠데타 계획을 짰으며 성공 직후 권력을 장악했다. 군사조직 내에선 나세르주의자인 라시드 알쿠타이니와 무함마드 알수피도 쿠데타에 지지했다. 원래 이 쿠데타는 3월 7일 시행할 계획이었으나 시리아 정부 측에 쿠데타 계획이 누설되어 하루 연기되어 시행했다.

## 배경

### 쿠데타 이전
현대 시리아는 1920년 파이살 1세의 시리아 아랍 왕국 건국으로부터 시작했다. 이 국가는 시리아 내에 국한된 것이 아닌 아랍인의 왕국으로 만들고자 했고, 아랍 민족주의와 범이슬람주의를 제창했다. 하지만 제1차 세계 대전 당시 영국과 프랑스가 비밀리에 맺은 사이크스–피코 협정에 따라 이 지역은 프랑스 위임통치령 시리아로 넘어가버렸다. 시리아는 사실상 프랑스의 식민지가 되었으며 이 지역에 건설한 국가는 유럽의 제국주의를 대변한다고 여겨저 많은 시리아인의 불만을 샀다. 동시기 시리아의 정체성을 확립하자는 운동도 일어났는데 특히 시리아 공산주의, 이슬람주의 계열 시리아 사회국가주의 당이 대표적이었다. 하지만 대부분의 시리아인들은 자신을 시리아인이 아닌 "아랍인"이라고 생각했다.
프랑스 위임통치령은 봉건제 성격을 가지고 있었으며, 반(半)자유적 정치, 사회적 기반 위에 있었다. 이 시스템은 아랍 연합 공화국(UAR)이 들어설 때까지 바뀌지 않았다. 이 시스템은 도시-농촌 생활패턴을 반영한 계급제 사회였다. 이 당시 약 3천명이 시리아 땅의 절반을 차지한 것으로 추측된다. 중소규모 자산의 대부분은 중산층 이상이 소유하고 있었다. 농민의 2/3 이상은 토지가 없던 소작농이었다. 농업 수입은 비대해지고 왜곡되어서 인구 상위 2%가 소득의 50%를 받았고 상위 18%의 중산층(자영농 또는 중간 마름)이 소득 25%를 받았다. 하위 80%가 나머지 소득 25%를 가졌다. 토지 소유자-농민 동맹은 계급차이에 기반을 두었고 사회적 대립을 빚었는데 이는 곧 토지 소유자의 몰락으로 이어졌다.
프랑스 위임통치령은 1946년 영국의 프랑스 최후통첩으로 해체되었으며, 1946년 4월 17일 시리아가 독립 국가가 되었다. 위임통치령 기간 동안 시리아를 지배했던 지배 계급은 권력을 유지했으며, 계속 같은 방식으로 시리아를 통치했다. 제1차 중동 전쟁의 패배로 전통 엘리트들의 권위가 급속도로 추락했으며 정치에서 군부의 세력이 급성장했다. 후스니 알자임이 1949년 시리아 최초의 군사 독재자가 되었으나 1950년부터 아디브 시사클리가 배후에서 권력을 장악하여 1953년 군사 독재 정권을 수립했다. 군사 정권이 정치계로 들어오면서 과두 통치 체계가 붕괴되어 중산층이 시리아 정치에 참여할 수 있게 되었다. 하지만 시리아 정통 엘리트들은 권력은 약화되었지만 여전히 경제적으로 독점적 지위를 가지고 있었다.
이러한 환경에서 바트주의가 떠오르기 시작했다. 1940년대 미셀 아프라크와 살라흐 알딘 알비타르가 아랍 바트 운동을 설립했으며 자키 알르수지와 와히브 알가님, 잘랄 알사이드도 이에 동참했다. 1953년 아크람 알하우라니가 아랍 사회당(ASP)를 창설했으며, ASP와 아랍 바트당이 합병되어 바트당이 창당되었다. 1947년 아랍 바트당 창립 총회에 참여한 대의원 150명의 대부분은 중산층 전문가나 지식인이었다. 1950년대까지 아랍 바트당은 도심 중산층의 지지를 얻었다. 그러나 바트당은 순전히 중산층만의 당이 아니였으며, 처음부터 농촌 지역에도 농촌 당간부를 보내 신입 당원을 모집하고 새로운 당조직을 만들었다. 1956년, 바트당은 시리아 역사 최초의 노동자 시위를 이끌었다. 바트당의 당세는 강했으나, 사회 전반에서 당원들을 모집한 결과 당내에서 부족주의와 후견정치가 판을 쳤다. 당 지도부는 민주주의 규범과 절차를 건너뛰기로 결정해버렸다.
이 시기 바트당은 가장 중요한 갈림길 앞에 섰는데, 선거에서 승리를 통해 정권을 장악하느냐, 강제적인 정권 탈취를 통해 권력을 쥐느냐 선택에 대단히 큰 분쟁을 겪었다. 심지어 가장 진보적이고 민주적이었던 당 초기 설립자들도 부정선거를 통해 정권을 강제로 탈취하자는 주장이 나왔다. 정권 장악 직전 바트당은 아랍 연합 공화국의 가말 압델 나세르과 모의하여 권력을 공유하자는 도박을 했다. 하지만 아랍 연합 공화국은 이집트 주도로 흘러가 바트당은 해산 직전까지 몰렸으나 1951년 군사 쿠데타로 UAR가 붕괴되었다. UAR의 설립과 해체로 바트당 내에서 UAR을 지지하는 파와 반대하는 파, 또한 당내 전통적 지도층에 대해 지지하는 파와 반대하는 파 등이 갈라져 심한 분역을 겪었다. 1962년 아프라크가 바트당 회의를 소집하여 바트당을 재결성했다. 하지만 몇몇 지부는 이에 따르지 않았으며 UAR도 몇년간 계속 존속했다. 대신 이들은 범아랍주의자들을 적대하며 급진적 사회주의자가 되었다. 쿠데타를 일으켰던 군사위원회는 이들의 견해를 공유했던 사람들이었다.

### 경제/사회적 문제

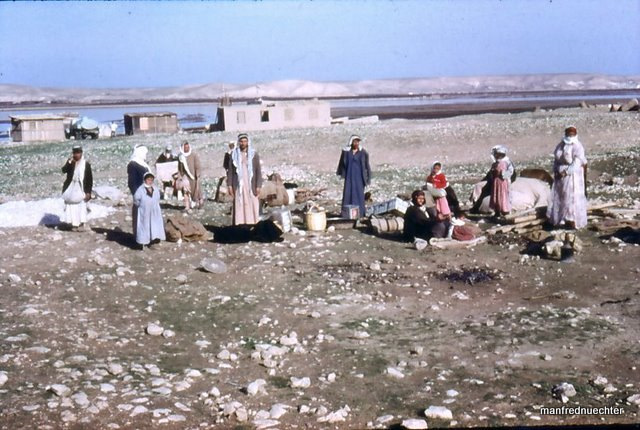
시리아 사회는 본질적으로 봉건적 성격을 띄었고, 지주가 농민을 지배하는 사회였다.

1963년의 시리아 쿠데타는 종종 단순한 쿠데타로 여겨졌으나, 아래에서 올려다보면 국가에 대한 반란적 요소가 많이 보였다. 이 '혁명'은 급진적 중산층, 군내 장교단 중 전략적으로 중요한 장교들, 소외된 소수민족, 농민 분쟁으로 동원된 수많은 농민 등 반과두제 집단이 연합하여 일으켰다. 국제적으로 바라보았을 때 이 혁명은 프랑스가 짜준 상당히 인위적인 시리아 영토와 새로 수립한 시리아 내에서 이스라엘에 대한 적개심 등이 합쳐져서 일어났다. 시리아 독립 직후 정권을 잡은 엘리트들은 프랑스 위임통치령 시리아 집권 당시에도 권력을 쥐고 있었던 사람들이었다. 시리아의 인위적 국경으로 종파 및 부족분쟁이 일어났으며 이는 많은 국민들의 불만을 샀다. 여기에 아랍 민족주의, 범이슬람주의, 대시리아주의와 같은 이데올로기가 합쳐져 범국가적 투쟁으로 커졌다. 평범한 성격의 투쟁과 급진적 이데올로기가 합쳐져 농촌 문제에 대한 급진적 해결책이 나오기 시작했다.
시리아의 새로운 중산층의 성장하는데 전통적 엘리트들이 국가 수입의 대부분을 차지하는 농업 부문을 지배하고 부 대부분을 먹으면서 중산층의 불만이 증가했다. 신 중산층들은 전통적 엘리트와는 반대되는 자본가와 기업가로 구성되어 있었으며 전통적 엘리트의 권력 독점으로 이들은 점점 급진화했다. 또한 대부분의 국가에선 군부가 보수적이고 엘리트주의를 띄었으나 시리아는 반대로 전통 엘리트들은 국가를 지킬 수 없다고 믿고 더 큰 권력을 얻기 원했기 때문에 군부도 급진적으로 바뀌어갔다. 또한 중요한 군 장교들은 신 중산층이나 시골 쪽에서 뽑히는 경향이 컸다.
시리아에선 소수 민족이 소외 계층인 경우가 많았고 특정 민족이 특정 사회 계급을 차지한 경우가 많았다. 알라위파, 드루즈인, 이스마일파 같은 낮은 사회 계급의 소수민족은 바트주의와 같은 아랍 민족주의의 급진적 면을 받아들이는 경우가 많았다. 농민이 없었다면 시리아의 이 혁명은 일어나지 못했을 것이라고 평하고 있다. 신 중산층만으로는 불안정했으나 농민이 혁명에 합세하면서 전세가 뒤집혔다. 도시민과 농촌 사이의 불평등은 농촌의 민영화, 자본주의 침투와 전통 엘리트의 농업 부문 독점과 합쳐지면서 농촌 변화 운동, 더 나아가선 사회 반대 운동에 농촌이 합세하게 된다. 바트당 시리아 지부는 급진적 정책을 통해 농촌에서 많은 당원을 끌어모았으며, 수많은 사람을 동원할 수 있었다.

## 계획
1962년, 바트당 시리아 지부 군사위원회는 재래식 군사 쿠데타를 통해 정권을 잡으러는 계획을 세우는데 골몰했다. 군사위원회는 알키사흐, 카타나 2개 군사기지를 점령하고 알키사흐의 제70기갑여단의 통제권을 쥔 후 홈스 사관학교와 다마스쿠스 라디오 방송국을 장악하기로 결정했다. 군사위원회의 쿠데타 공모자들은 다 어린 사람들이었으나, 정체된 정권은 천천히 붕괴하고 있었고 전통적 엘리트들은 권력이 누수되어 계획을 이루기 쉬웠다.
군사위원회는 쿠데타에 성공하기 위해 시리아군 장교 일부의 협조를 얻어야 했다. 아랍 연합 공화국의 붕괴 후 탈영, 숙청, 전근된 장교단은 완전한 혼란에 빠졌고 반정부적 선동에 넘어갔다. 이 시기 장교단은 5개 파벌로 나뉘어 있었는데, 구체제를 지지하는 다마스쿠스 파, 아크람 알하우라니파, 나세르주의파, 바트주의파, 독립파로 나뉘어 있었다. 다마스쿠스 파는 나짐 알쿠지 정권을 지지하는 파로 적대적이었고 알하우라니파는 범아랍주의에 반대하는 정통파로 적대적이여서 협조를 구할 수 없었다. 바트주의파는 결국 나세르주의 파가 가말 압델 나세르를 지지하며 UAR의 재결성을 목표로 한다는 것을 알기는 하지만 협조를 구해 동맹했다.
나세르주의파와 협력한 군사위원회는 군사정보국 기관장인 라시드 알쿠타이니와 홈스 여단 지휘관인 무함마드 알수피와 비밀리에 접촉했다. 또한 군사위원회는 하사관들에게 부탁하여 이스라엘 방면군 사령관이자 독립파의 수장인 지아드 알하리리와 만나 대의를 위해 협력할 것을 요구했다. 이 접촉은 성공적이었고, 알하리리는 "(쿠데타가) 성공하면 참모총장 자리를 줄 것이며, 실패하면 전혀 연관이 없다고 부인할 수 있다"는 약속을 얻어낸다. 이 당시 시리아의 총리 칼리드 알아짐이 알하리리를 강등시키러 계획했다는 것을 알아서, 알하리리가 쿠데타에 가담하였다.
착실하게 쿠데타 준비가 이루어졌으나, 군사위원회 및 쿠데타 공모 세력은 바트당 관료파들을 굉장히 싫어했다. 군-당 동맹의 제1목적은 탄압으로부터 당을 보호하는 것이라는 것이 가장 큰 이유였다. 군사위원회는 UAR에 시리아가 있었던 동안 바트당의 수장이었고 UAR 해체에 반대했던 미셀 아프라크를 좋게 보지 않았다. 하지만 아프라크는 군사위원회가 권력을 장악해야 했으며, 반대로 군사위원회도 아프라크 외엔 지지 세력이 없어 아프라크가 권력을 쥐고 있어야 했다. 1962년 5월 8일 열린 제5회 바트당 총회에서 당을 재건하며 아프라크가 바트당 국민명령의 지도자로 추대되었다. 군사위원회 지도자이자 제5차 바트당 총회 당시 대의원이었던 무함마드 움란은 아프라크에게 쿠데타 계획을 설명하고 동의를 받긴 했으나 쿠데타 성공 이후 권력분할에 관해선 어떤 합의도 하지 못했다.

## 쿠데타 시행

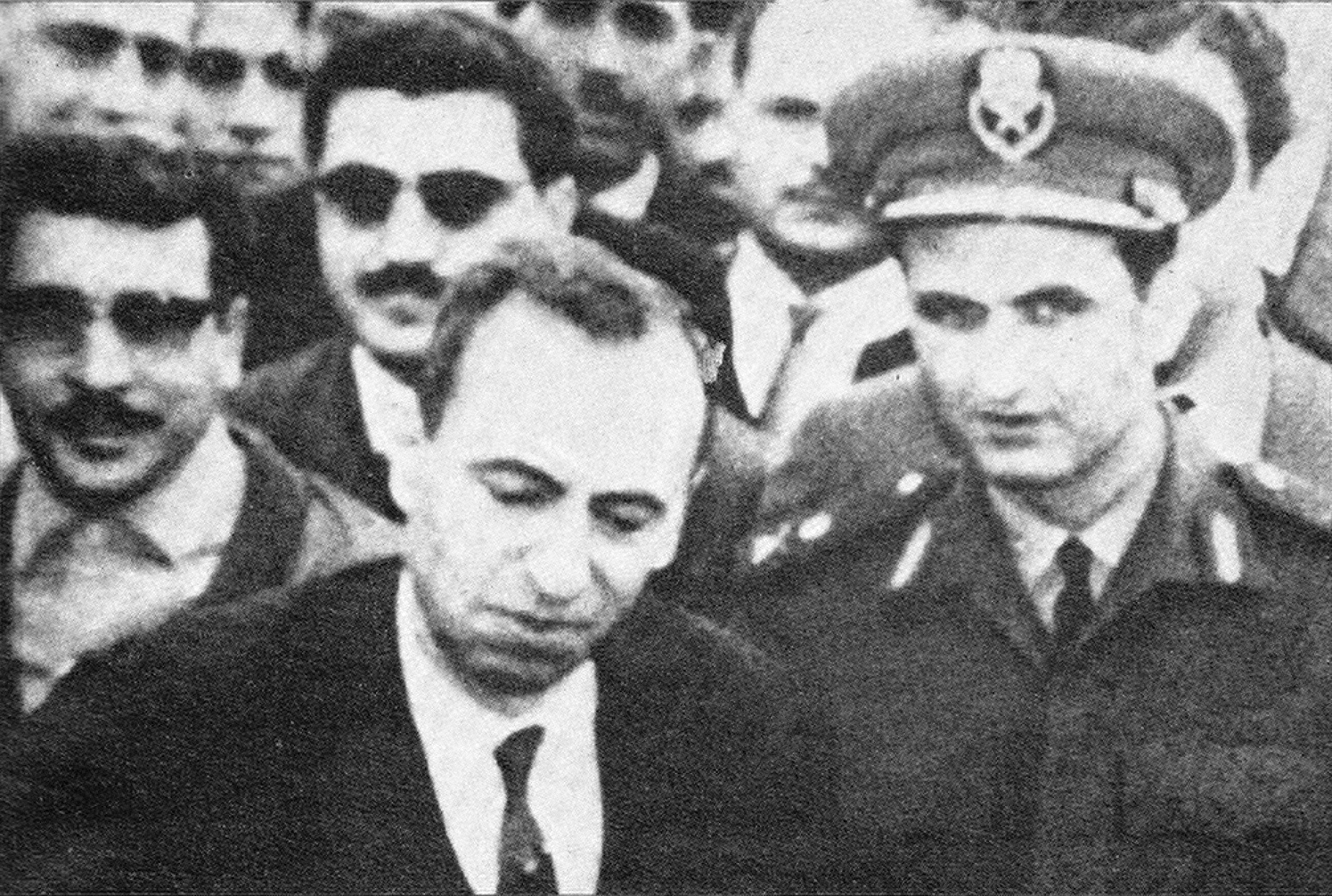
당 민간 관료조직 지도자인 아프라크와 쿠데타 계획 수립자인 자디드.

1963년 2월 8일, 알리 살리흐 알사디가 이끄는 바트당 이라크 지부가 압둘카림 카심 정권을 무너뜨리고 정권을 탈취하는데 성공했다. 이라크의 카심 정권은 시리아 알쿠짐 정권보다 훨씬 강력한 상대였고, 바트당 이라크 지부는 군부 뿐 아니라 중산층의 지지를 업고 쿠데타에 성공했다. 카심 정권의 붕괴로 아랍 세계의 정치 관념이 바뀌었다. 그간은 나세르주의자들이 아랍 민족주의 운동을 독점했으나 이제 바트당이 운동의 주도권을 뺏기 시작한 것이다. 이라크 지부와는 달리 시리아 지부는 중산층의 대규모 지원이나 중대한 지지 세력이 없었다. 아프라크는 당의 지원 부족으로 쿠데타가 실패할 수 있다고 경고했으나, 결국 3월 7일 쿠데타를 시행하기로 결정했다. 하지만 이날 군 정보부가 쿠데타 주동자들이 모일 아파트를 급습했다. 아사드는 쿠데타가 3월 8일로 연기되었다고 보고하는 임무를 맡았다.
3월 7일-8일 사이 새벽, 쿠데타 주동자들의 전차와 부대가 다마스쿠스를 향해 움직이기 시작했다. 이스라엘 방면군의 알하리리 여단의 주도로, 바트주의파는 수와이다에서 2번째 여단을 지휘하였다. 협공 작전으로 제70기갑여단의 지휘관인 압드 알 카림 중장은 포위되어 붙잡혔고, 움란이 지휘관에 올랐다. 여기에 위다드 바시르가 다마스쿠스 지역의 통신을 장악하여 다마스쿠스 남서쪽 카타나에 주둔한 부대는 진압에 개입할 수 없었다. 알키스와의 부대가 패배하고 카타나 지역이 무력화되면서 알하리리 부대는 다마스쿠스 시내로 진격하여 바리케이드를 쌓고 중앙우체국과 같은 주요 시설을 점거했다. 당 지휘관인 살림 하툼은 라디오 방송국을 장악했다. 시리아 국방부 건물은 전투없이 점거당했고 총사령관 자흐르 알딘은 체포되었다. 알쿠지 대통령과 알하우라니도 쉽게 체포되었다. 살라 자지드는 그날 아침 자전거를 타고 도심으로 가서 경찰국 건물을 장악했다.
아사드는 소수의 공모자들과 함께 쿠데타에 저항한 유일한 세력이었던 다마스쿠스 북동쪽의 알두마르 공군기지를 점령하러 출동했다. 이곳의 비행기 중 일부는 쿠데타군을 폭격하라는 명령이 내려진 상태였다. 아사드가 여단 중대 일부를 이끌고 공습을 막기 위해 아침이 뜨기 전에 공군기지를 장악한다는 계획이 세워졌다. 제70 기갑여단의 항복이 예상보다 늦어져 아사드군의 출동도 예정보다 살짝 늦어졌다. 아사드군이 공군기지 외곽에 도착했을 땐 이미 대낮이었다. 아사드는 사령관들에게 항복하지 않으면 기지를 포격하기 시작할 것이라고 협박했다. 아사드 자신은 이 때 공군기지를 전투를 통해 장악할 수도 있었으나 항복 협상을 했다고 말했다.
그날 아침 쿠데타 성공을 축하하기 위해 쿠데타 공모자들이 육군본부로 모였다. 쿠데타는 거의 무혈로 성공했고, 시리아 국민 대부분은 쿠데타에 무관심했다. 나중에 "혁명의 시인"으로 알려진 드루즈인 사베르 팔호트는 쿠데타 세력의 첫 공동성명을 쓰고 발표했다. 9차 성명에서 군사위원회 5명을 육군으로 복직시켰다. 새롭게 권력을 장악한 정권 고위인사는 움란, 자디드, 아사드 3명이었다. 쿠데타 도중 820명이 사망했으며 이후 20명이 처형된 것으로 밝혀졌다.

## 여파

1963년 3월 8일 이후 바트당 시리아 지부는 시리아를 통치중이다.

시리아를 장악한 새 정권의 첫 행동은 바트주의자 12명, 나세르주의자 및 무소속 8명으로 구성된 20명의 혁명사령부 국가위원회(NCRC)의 수립이었다. 3월 9일, NCRC는 바트당 창시자 중 1명인 살라흐 알딘 알비타르에게 신정부를 수립하고 NCRC의 정책을 시행할 것을 요구했다. 나중에 아프라크, 만수르 알아트라시, 알비타르 바트주의자 3명과 나세르주의자 3명 등 6명이 추가로 NCRC 의원이 되었다. 그러나 이 신규 유입으로 권력 균형이 바뀌진 않았고 장교들은 그대로 권력을 가지고 있었다. 처음부터 군사위원회 위원들은 다른 NCRC 의원들 뒤에서 몰래 별도로 국가정책을 수립했다. 나중에 다른 의원들이 이를 발견하자 아사드는 "왜 이 신사분들이 말하지 않나? 그들의 의견을 들어보기 위해 연락장교를 임명해 보는건 어떤가?"라고 말했다. 이날 이후 움란은 위원회 내에서 민간 부분 관료들을 사실상 배제하였다.
처음에는 군사위원회를 붕괴시킬 만한 어떤 분쟁도 없었다. 이 시기 위원회 위원들은 발전된 국가를 건설하러는 목표를 가지고 있었다. NCRC는 3월 9일 루아이 알아타시를 석방시켜 중장으로 진급시켰고 그를 총사령관이자 NCRC 의장, '사실상의' 국가수반으로 임명했다. 알하리리도 총사령관으로 임명되었다. 아타시와 하리리는 높은 직위에 올랐으나 NCRC를 위협할 만한 개인적, 정치적 권력을 가지지 못했다. 나세르주의파 장교들도 권력을 얻어 무함마드 알수피가 국방장관으로, 라시드 알쿠타이니가 참모부장에 올랐다. 하지만 신입 회원 5명을 받아 확대한 군사위원회는, 실제 가장 중요한 권력은 바트주의파가 쥐게 하였다. 군사위원회는 NCRC 회의가 열리기 전에 국가정책을 미리 정해두었으며, 이렇게 함으로써 사실상 국가 권력을 군사위원회가 장악했다.
움란은 홈스에서 처음으로 제5여단의 지휘관이 되었으나, 6월에 제70기갑여단의 지휘관으로 진급했다. 군사위원회 국장으로써 자디드는 자신의 친구를 주요 고위 직위에 임명하고 정적을 숙청했으며 바트주의자들을 요직에 임명했다. 군사위원회의 신입 위원 중 한명인 아흐마드 알수와다니는 군사 정보국 국장으로 임명되었고, 마자드 후나디는 헌병 지휘관이 되었다. 홈스 사관학교는 바트주의파의 통제 아래 놓여졌고 하페즈 알아사드의 동생 리파트 알아사드를 포함한 바트주의자 수백명이 지휘관이 되기 전 이 사관학교에서 훈련받았다. 서른살의 나이에 아사드는 시리아 공군의 '사실상의' 총사령관이 되었다. 군사위원회 위원들의 대부분은 어려서 시리아의 진정한 지도자로 인정받지 못할 가능성이 컸기 때문에, 군사위원회는 시리아 내무부 장관으로 아민 알하피즈를 임명했다.

### 숙청 및 7월 18일 쿠데타 미수

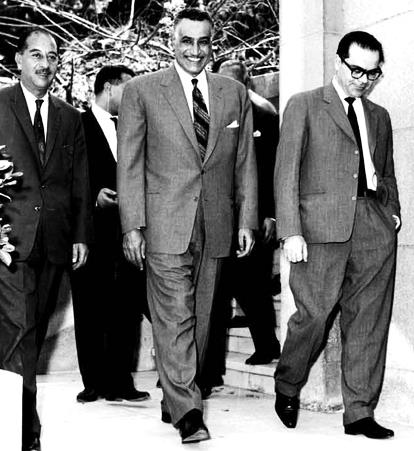
1963년 4월 16일, 이라크 총리 아흐마드 하산 알바크르 (왼쪽), 이집트 대통령 가말 압델 나세르 (가운데), 시리아 대통령 루아이 알아타시 (오른쪽)이 삼국회의를 하러 들어가는 모습. 나세르와 시리아 바트주의자와의 관계는 이후 일어난 자셈 알완의 쿠데타 미수 및 숙청 후 급격하게 악화되었다.

시리아 북부와 다마스쿠스, 자말 알아타시와 같은 바트당 지도자들에게 친 나세르주의 시위의 압력으로 나세르주의자와 아랍 민족주의 운동(ANM)은 시리아에서 대중의 지지를 얻는 바트당과 합세해 신정부, 이라크, 이집트 사이 연합정부가 세워지길 기대했다. 1963년 반 UAR정부는 친 UAR 장교단에게 전복되기도 했다. 4월 17일 나세르 대통령과 육군 총사령관 사이 3개국을 포함하는 새로운 단계의 연방국가 합의가 이루어지기도 했다.
그러나 4월 28일부터 5월 2일 사이 바트당 시리아 지부 군사위원회는 군 내의 나세르주의자 고위급 인사 50명 이상을 숙청하여 이 합의를 폐기했고, 나세르주의자 신문이 폐간되어 이집트의 전파 방송을 통해 바트주의자를 비난하는 대규모 선동이 이뤄졌다. 알레포, 다마스쿠스, 하마 등 시리아 여러 지역에서 친연방 세력의 시위와 봉기가 이어졌다. 이 숙청으로 알수피 국방장관, 알쿠타이니 부참모장, 나세르주의자 내각 인사 4명이 이에 항의해 사퇴했다.

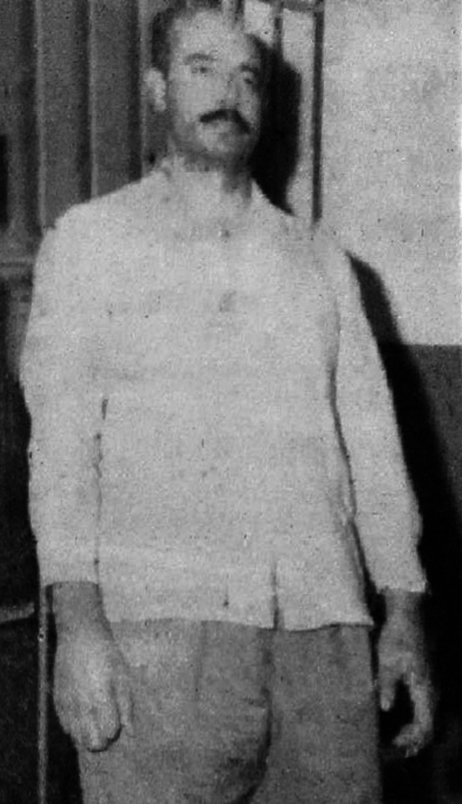
1963년, 자셈 알완이 쿠데타 미수 혐의로 체포되어 다마스쿠스에서 군사재판을 받는 모습.

6월 19일, 알하리리 참모총장은 총리 알비타르, 아프라크, 교육부 장관 사미 드로비를 이끌고 알제리로 고위급 방문단을 꾸렸다. 알하리리가 자리를 비운 동안 군사위원회는 알하리리의 사령부 산하 독립파 장교 30명을 숙청하기로 하였다. 알하리리는 미 주재 시리아 대사관으로 직행하여 대사관 주재무관 역할을 하라는 지시를 받았다. 하지만 그는 6월 23일 베이루트로 향하는 비행기를 타고 시리아를 돌아와 그에 반대되는 행동을 한 군사위원회에게 항의했다. 이에 실패하는 알하리리는 7월 8일 프랑스의 한 도시로 망명을 떠났다. 군사위원회가 알하리리를 사실상 숙청하여 알비타르는 군사위원회의 권력을 뒤엎고 대항할 수 있는 유일한 세력이 사라졌다고 생각했다.
나세르주의자들은 심한 숙청에도 어느 정도 권력을 쥘 수 있었으나 7월 18일 이집트 정보국의 도움을 받아 자셈 알완이 쿠데타를 일으켰다. 알하피즈가 개인적으로 경호하던 육군본부와 방송국 건물이 공격받았으며 전투로 인해 민간인 수명을 포함한 수백명이 사망했다. 이 쿠데타는 실패로 끝났고 쿠데타 공모자 27명은 처형당했다. 시리아에서 실패한 쿠데타 가담자를 처형하는 것은 극히 드문 일이었다. 대통령 루아이 알아타시는 사형 집행을 비판하며 사임하였다. 잠깐 사이에 위원회가 입장을 바꿔 알완 및 쿠데타에 깊게 관여한 자들인 라에프 알마리와 무함마드 나브한은 체포되어 군사재판을 받았으며, 반역죄로 기소되어 사형을 선고받았다. 이들은 정확히 1년 후 나세르 대통령과 아흐마드 하산 알바크르 이라크 총리의 로비로 석방되어 망명했다.
알완의 쿠데타 실패로 군부 및 관료조직에서 나세르주의자의 영향력은 완전히 사라졌으며, 나세르주의파 패배함에 따라 국가 권력은 사실상 바트주의파가 독점하게 되었다. 이집트와의 관계는 급격하게 악화되어 이집트 내에선 바트당을 "살인자", "파시스트"라고 하는 방송이 계속되었으며, 바트당이 엄격한 세속주의 포용 및 비수니파 무슬림의 권력을 보고 이단과 무신론자들이라고 비난했다. 또한 나세르 대통령은 4월 17일에 맺었던 연합 협약을 공식적으로 폐기했다.

## 같이 보기
- 근현대 중동의 분쟁 목록
  - 1957년 시리아 위기
  - 1961년 시리아 쿠데타
  - 1966년 시리아 쿠데타
  - 시리아 수정운동
  - 시리아 내전

### 내용주
1. ↑  이 5명의 이름은 각각 살림 하툼, 아흐마드 알수와다니, 무함마드 라바흐 알타윌, 하마드 우바이드, 무사 알주비이다. 1963년 여름 군사위원회가 추가로 또 확장되었고 아사드에 따르면 위원회 위원은 최대 13명에 달했다.[28]
2. ↑  내각 내 나세르주의자는 부총리 겸 법무부 장관인 니하드 알카심, 경제부 장관 압드 알와하브 하우마드, 국방부 장관 무함마드 알수피, 계획재정부 장관 하니 알힌디, 통신부 장관 지하드 다히가 있었다.[34][35]